# Ohrförmige Glasschnecke
Die Ohrförmige Glasschnecke (Eucobresia diaphana) ist eine „Halbnacktschnecke“ aus der Familie der Glasschnecken (Vitrinidae), die zu den Landlungenschnecken (Stylommatophora) gerechnet wird. Die Tiere können sich nicht mehr ganz in das kleine Gehäuse zurückziehen.

## Merkmale
Das rechtsgewundene Gehäuse ist noch relativ groß (im Verhältnis zum Tier), das Tier kann sich aber nicht mehr vollständig in das Gehäuse zurückziehen. Es hat bis knapp 2,5 Windungen und erreicht einen Durchmesser von 6 bis 7 mm sowie eine Höhe von 3 bis 4 mm. Es ist stark abgeflacht bis fast flach mit einer sehr großen, aufgeblähten Mündung. Diese nimmt etwa die Hälfte des Enddurchmessers ein. Die Naht ist kaum eingetieft. Die quereiförmige Mündung steht sehr schräg zur Windungsachse. In der Aufsicht (auf den Apex) ist der Mündungsrand an der Oberseite sattelförmig nach vorne geschwungen. Der Nabel ist offen.
Die Schale ist dünn und zerbrechlich. Sie ist gelblich- bis weißlich und durchscheinend. Der Protoconch zeigt sehr kleine Gruben, die regelmäßig spiralig angeordnet sind. Die Oberfläche des Teleoconchs ist glatt und hochglänzend, abgesehen von sehr feinen, regelmäßigen Anwachsstreifen.
Der Körper der Ohrförmigen Glasschnecke ist meist tiefschwarz gefärbt; allerdings kommen in den höheren Lagen auch Tiere mit hellgrauem Mantel vor. Sie erreichen im ausgestreckten Zustand eine Länge bis etwa 2 cm. Der Hautsaum am unteren Gehäusemündung ist relativ breit und nimmt etwa 35 bis 50 % der Windungein. Der Apex des Gehäuses wird in der Regel von einem breit-zungenförmigen Mantellappen überdeckt. Die Radula ist oxygnath. die Randzähne sind einspitzig. Insgesamt sind 66 bis 78 Zähne pro Querreihe vorhanden. Insgesamt können über 100 Querreihen vorhanden sein.
Die Tiere sind wie alle Landlungenschnecken Zwitter. Der Penis ist relativ groß und keulenförmig. Die äußere Peniswand ist drüsig ausgebildet (peniale Drüse). Die proximalen zwei Drittel sind von einer weiteren Gewebehülle (Penishülle) umgeben. Der Samenleiter ist relativ lang. Er taucht unter die Penishülle und dringt subapikal in den Penis ein. Apikal setzt der Penisretraktormuskel an. ist bei dieser Art relativ lang mit einem Retraktor, die Geschlechtsöffnung relativ kurz. Intern sind im Penis zwei Pfeilerstrukturen ausgebildet. Im weiblichen Trakt ist der freie Eileiter lang, die Vagina
kurz. Der basale Teil des Stiels der Spermathek ist fast kugelig angeschwollen. Der Stiel ist kurz bis mäßig langem Stiel. Die Blase ist klein und eiförmig. Vagina und Penis münden in ein sehr kurzes Atrium.

## Ähnliche Arten
Bei der Alm-Glasschnecke (Eucobresia nivalis) nimmt die letzte Windung etwas weniger als die Hälfte des Durchmessers ein. Bei der Gletscher-Glasschnecke (Eucobresia glacialis) ist das Gewinde in der Seitenansicht nicht mehr sichtbar.

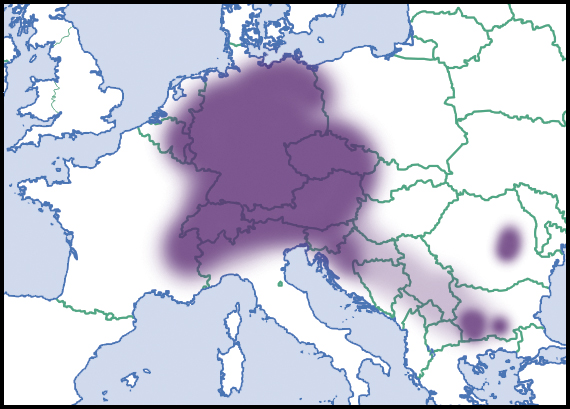
Verbreitung der Art in Europa (nach Welter-Schultes, 2012)

## Geographische Verbreitung und Lebensraum
Das Hauptverbreitungsgebiet erstreckt sich von den französischen Alpen im Westen über die Schweiz, Österreich, Norditalien bis zum nordwestlichen Balkan (Slowenien, Kroatien). Im Norden reicht das Verbreitungsgebiet bis nach Nordfrankreich, Belgien, Niederlande und Norddeutschland, im Osten bis West- und Südpolen, Tschechien und Slowakei. Isolierte Vorkommen gibt es in Bulgarien und Rumänien.
Die Tiere leben an kühlen und dauernd feuchten Stellen in der Krautvegetation von Wäldern, Talauen, zwischen Steinen, vom Flachland bis in das Gebirge (in der Schweiz bis 2.900 m, in Bulgarien bis 2.600 m). In größeren Höhen kommen sie auch in mehr offenen Biotopen vor, mit Buschwerk und Gras.

## Lebensweise
Die Art hat vermutlich einen jährlichen Generationswechsel. Zumindest in höheren Lagen findet die Eiablage im Spätsommer statt. Die rundlichen Eier sind weißlich mit einer glänzenden Oberfläche. Die Jungtiere schlüpfen nach etwa zwei Wochen. Die Jungtiere ernähren sich von grünen und verwesenden Pflanzenteilen, auch Detritus. Ältere Tiere scheinen auch tierische Nahrung anzunehmen. Die Tiere sind gelegentlich auch an milden Wintertagen aktiv.

## Taxonomie
Das Taxon wurde 1805 von Jacques Philippe Raymond Draparnaud als Vitrina diaphana zum ersten Mal wissenschaftlich beschrieben. Es ist allgemein anerkannt und wird übereinstimmend in die Gattung Eucobresia Baker, 1929 gestellt.
Die Ohrförmige Glasschnecke (Eucobresia diaphana) hat mehrere Synonyme: Vitrina heynemanni Koch 1871, Vitrina jetschini Westerlund 1886, Helix limacina Alten 1812, Vitrina membranacea Koch 1876, Vitrina villae Pollonera 1884 und Helicolimax vitrea A. Férussac 1821. Manche Autoren unterscheiden noch eine Unterart Eucobresia diaphana heynemanni Koch, 1871, die allerdings keine allgemeine Anerkennung gefunden hat.

## Gefährdung
In Polen schrumpfen die Populationen, die Gründe sind nicht bekannt. Die Art wird daher als gefährdet eingestuft. Auch in Rheinland-Pfalz gilt sie als gefährdet. Sie steht in Mecklenburg-Vorpommern auf der Roten Liste der gefährdeten Arten in der Rubrik Arten mit geographischer Restriktion. Laut IUCN sind die Bestände aber auf das Gesamtverbreitungsgebiet gesehen nicht gefährdet. Auch in Deutschland ist die Art nicht gefährdet.